# 莫伊德峰
65°55′S 63°9′W / 65.917°S 63.150°W
莫伊德峰（英語：Moider Peak）是南極洲的山峰，位於葛拉漢地東部，處於阿利比山以西22公里，海拔高度1,165米，英國探險隊在1955年測量該山峰，現時由南極條約體系管理。